# Josef Saller

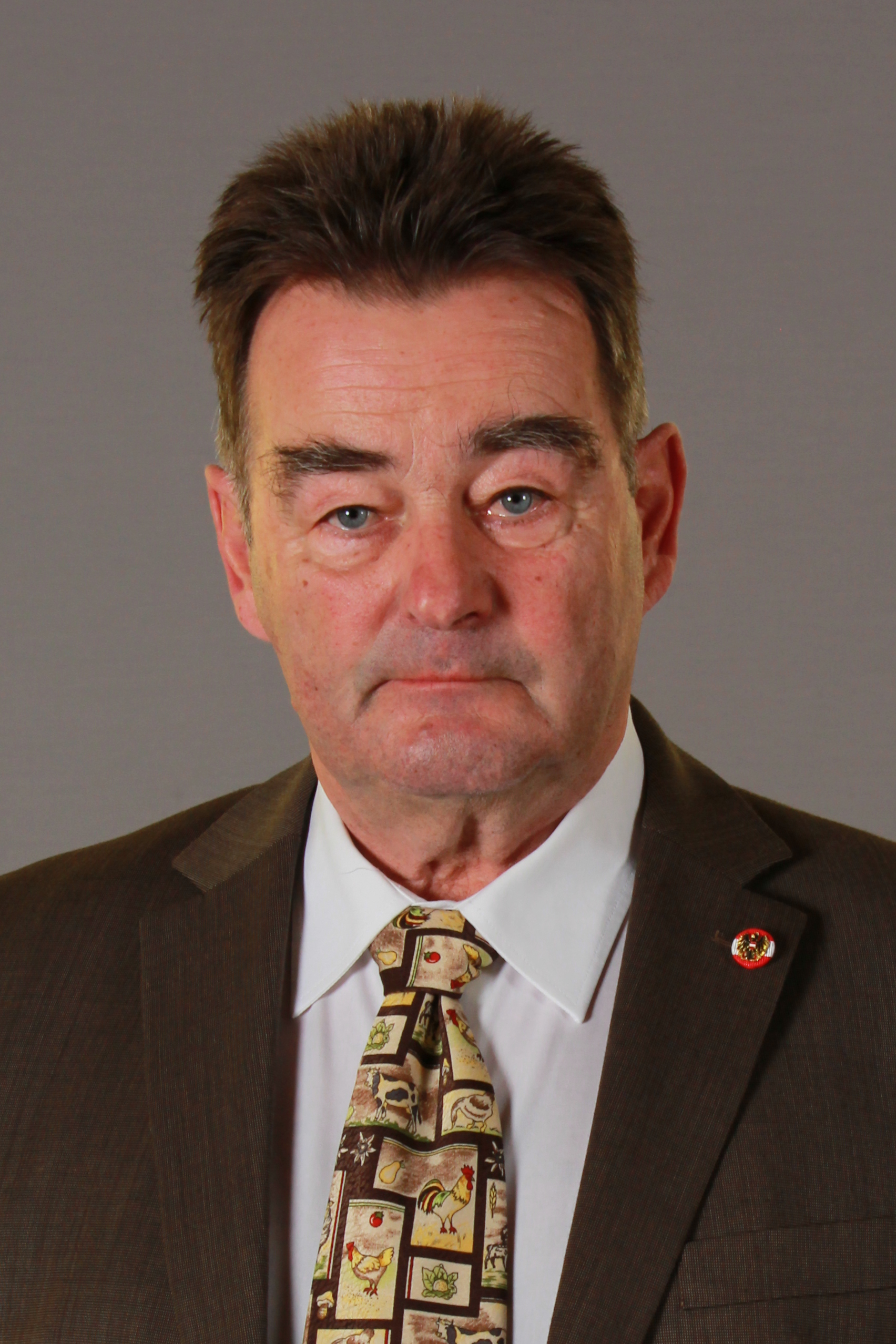
Josef Saller (2017)

Josef Saller (* 25. Dezember 1945 in Bischofshofen) ist ein österreichischer Politiker (ÖVP) und pensionierter Hauptschuldirektor. Er war von 1989 bis 1999 Abgeordneter zum Salzburger Landtag und von 1999 bis 2017 Mitglied des Bundesrates. In der ersten Jahreshälfte 2016 war Saller Präsident des Bundesrates.

## Ausbildung und Beruf
Saller besuchte von 1951 bis 1957 die Volksschule in Bischofshofen und danach von 1957 bis 1960 die örtliche Hauptschule. Er wechselte danach 1960 an die Bundeslehrerbildungsanstalt in Salzburg und schloss seine Ausbildung dort 1966 ab. Nachdem er zwischen 1968 und 1969 den Präsenzdienst absolviert hatte (zuletzt Oberleutnant der Reserve), arbeitete er von 1966 bis 1970 als Volksschullehrer in den Volksschulen Wagrain bzw. Pöham und von 1970 bis 1985 als Hauptschullehrer in Bischofshofen an der Franz-Moßhammer-Hauptschule sowie an der Hermann-Wielandner-Hauptschule. 1985 übernahm er das Amt des Hauptschuldirektors an der Hermann-Wielandner-Hauptschule in Bischofshofen, wobei er bis zu seiner Pensionierung 2002 in dieser Funktion blieb.

## Politik und Funktionen
Saller wurde 1978 zum Gemeindeparteiobmann der ÖVP Bischofshofen gewählt und war von 1979 bis 1989 Vizebürgermeister von Bischofshofen. Innerparteilich wirkte er zudem von 1995 bis 2005 als Bezirksparteiobmann-Stellvertreter der ÖVP im Pongau. Er wurde am 13. September 1989 zum Abgeordneten des Salzburger Landtags gewählt und blieb in diesem Amt bis zum 26. April 1999. Vom 27. April 1999 bis zum 30. September 2017 vertrat er die Österreichische Volkspartei im Bundesrat. Vom 7. Oktober 2004 bis zum 30. Juni 2017 war er mit Unterbrechung während der Zeit als Präsident des Bundesrates auch Schriftführer des Bundesrates. Im Bundesrat folgte ihm mit 1. Oktober 2017 Andrea Eder-Gitschthaler nach.
Saller ist seit 2002 Landesobmann des Salzburger Seniorenbundes. Als seine politischen Schwerpunkte nennt er die Seniorenpolitik, Verfassung und Föderalismus sowie Wissenschaft und Forschung.

## Auszeichnungen
- 1998: Ernennung zum Oberschulrat
- 2004: Großes Silbernes Ehrenzeichen für Verdienste um die Republik Österreich[2]
- 2017: Großes Goldenes Ehrenzeichen mit dem Stern für Verdienste um die Republik Österreich[3]